# 율촌화학
율촌화학은 농심그룹 계열사인 대한민국의 화학기업이다. 본사는 서울특별시 동작구 여의대방로 112 (신대방동) 도연관 15층에 위치해 있으며 대표이사는 송녹정이다.

## 같이 보기
- 농심